# Liste d'isolants thermiques à destination de la construction
Cet article traite d'une liste d'isolants thermiques à destination de la construction.
Parmi ces isolants on peut distinguer 3 principales catégories :
- les isolants biosourcés (chanvre, laine de bois, de mouton, de coton, la plume...) ;
- les isolants minéraux (laine de verre, laine de roche...) ;
- les isolants synthétiques (polystyrène, polyuréthane, mousse abcd phénolique...).

## Définitions
Isolant thermique
Un isolant thermique est un matériau ayant une faible conductivité thermique, c'est-à-dire un matériau capable d'opposer au flux thermique qui le traverse, une grande résistance thermique.
En construction, l'isolant permet d'assurer une bonne isolation thermique en réduisant les fuites de chaleur (refroidissement) ou l'entrée de la chaleur (« garde au frais »).

## Propriétés
De manière générale, un matériau isolant agit par piégeage ou immobilisation de l'air.
Densité
Coefficient de conductivité thermique (λ)
Facteur de résistance à la diffusion de la vapeur d'eau (µ)
Comportement au feu
Comportement aux agents biochimiques
Comportement aux prédateurs

## Conditionnement
Isolants rapportés
Isolants en vrac
- Procédé d’isolation par soufflage d’isolant en vrac

Isolants en rouleaux
Isolants en panneaux
Blocs isolants holographique
- Brique pleine de terre cuite cellulaire
- Brique pleine de terre cuite cellulaire allégée
- Bloc plein de béton cellulaire
- Bloc creux de béton d'argile expansée
- Brique de chanvre

Botte

## Principaux types d'isolants

### Isolants synthétiques
| Matière                                                   | Abréviation | Densité | Conductivité thermique () | µ sec | µ humide | Comportement au feu | Comportement aux agents biochimiques | Comportement aux prédateurs |
| --------------------------------------------------------- | ----------- | ------- | ------------------------- | ----- | -------- | ------------------- | ------------------------------------ | --------------------------- |
| Mousse d'urée-formaldéhyde                                |             |         |                           |       |          |                     |                                      |                             |
| Mousse phénolique (Phénol (groupe))                       |             |         |                           |       |          |                     |                                      |                             |
| Mousse de polychlorure de vinyle (Polychlorure de vinyle) |             |         |                           |       |          |                     |                                      |                             |
| Polyester                                                 |             |         |                           |       |          |                     |                                      |                             |
| Polystyrène extrudé (Polystyrène)                         | PSE         |         |                           |       |          |                     |                                      |                             |
| Polystyrène expansé (Polystyrène)                         | PSE         |         |                           |       |          |                     |                                      |                             |
| Mousse de polyuréthane (Polyuréthane)                     | PUR         |         |                           |       |          |                     |                                      |                             |
| Polyisocyanurate                                          | PIR         |         |                           |       |          |                     |                                      |                             |

### Isolants minéraux
| Matière                         | Abréviation | Densité        | Conductivité thermique () | µ sec | µ humide | Comportement au feu | Comportement aux agents biochimiques | Comportement aux prédateurs  |
| ------------------------------- | ----------- | -------------- | ------------------------- | ----- | -------- | ------------------- | ------------------------------------ | ---------------------------- |
| Laine minérale en vrac          | LM          | 10 – 40 kg/m3  | 0,034 - 0,047             | 1     | 1        | Incombustible       |                                      | N'attirent pas les nuisibles |
| Laine minérale (Laine de roche) | LM          | 20 à 200 kg/m3 | 0,033 - 0,040             | 1     | 1        | Incombustible       |                                      | N'attirent pas les nuisibles |
| Laine minérale (Laine de verre) | LM          | 10 à 80 kg/m3  | 0,030 - 0,040             | 1     | 1        | Incombustible       |                                      | N'attirent pas les nuisibles |
| Perlite                         |             |                |                           |       |          |                     |                                      |                              |
| Vermiculite                     |             |                |                           |       |          |                     |                                      |                              |
| Argile expansée                 |             |                |                           |       |          |                     |                                      |                              |
| Mousse de verre (verre)         | MV          |                |                           |       |          |                     |                                      |                              |

### Isolants naturels

#### Isolants d'origine végétale
| Matière                     | Origine                                      | Densité        | Conductivité thermique | µ sec | µ humide | Comportement au feu | Comportement aux agents biochimiques | Comportement aux prédateurs |
| --------------------------- | -------------------------------------------- | -------------- | ---------------------- | ----- | -------- | ------------------- | ------------------------------------ | --------------------------- |
| Laine de bois               | fibres de bois, fibres, phosphate d’ammonium | 35 à 100 kg/m3 | 0.035 à 0.052 W/mK     |       |          |                     |                                      |                             |
| Chanvre (Laine)             |                                              |                | 0.039 à 0.045 W/mK     |       |          |                     |                                      |                             |
| Paille                      | Paille                                       |                | 0,052 à 0,08 W/mK      |       |          |                     |                                      |                             |
| Textile recyclé             |                                              |                | 0,039 à 0,051 W/mK     |       |          |                     |                                      |                             |
| Solomite                    | Paille                                       |                |                        |       |          |                     |                                      |                             |
| Fibragglo                   | Bois aggloméré                               | 20 kg/m3       | 0,040 à 0,043 W/mK     |       |          |                     |                                      |                             |
| Granulat de bois minéralisé |                                              |                |                        |       |          |                     |                                      |                             |
| Laine de coco               |                                              | 10 à 30 kg/m3  | 0.037 à 0.045 W/mK     |       |          |                     |                                      |                             |
| Laine de coton              | coton                                        | 25 kg/m3       | 0.037 à 0.042 W/mK     |       |          |                     |                                      |                             |
| Liège expansé               | Liège (matériau)                             | 80 à 90 kg/m3  | 0,032 à 0,045 W/mK     |       |          |                     |                                      |                             |
| Lin                         | Lin                                          |                | 0,035 à 0,09 W/mK      |       |          |                     |                                      |                             |
| Ouate de cellulose          | cellulose                                    | 30 kg/m3       | 0,035 à 0,052 W/mK     |       |          |                     |                                      |                             |

La paille peut aussi être employée (voir : maison en paille).

#### Isolants d'origine animale
| Matière | Origine | Densité | Conductivité thermique () | µ sec | µ humide | Comportement au feu | Comportement aux agents biochimiques | Comportement aux prédateurs |
| ------- | ------- | ------- | ------------------------- | ----- | -------- | ------------------- | ------------------------------------ | --------------------------- |
| Laine   |         |         |                           |       |          |                     |                                      |                             |

### Isolants réflecteurs minces
Les isolants minces réfléchissants (PMR) sont utilisés en France à raison d'environ 10 millions de m² posés par an (chiffre d’affaires dépassant 100 M€ et part de marché d’environ 0,4 % en volume selon les fabricants).
Ils sont formés d'un matériau organique ou synthétique (mousse plastique) emprisonnant de l'air ou des bulles d'air. Ces couches sont entourées de feuilles thermiques réfléchissantes qui réduisent les pertes par rayonnement en diminuant l'émissivité d'une des deux faces au moins. 

Leur épaisseur (5 à 30 mm) les rend utiles là où la place manque pour des isolants épais, mais leurs performances thermiques sont bien moindres (deux à trois fois moins performants), selon les études par exemple faites en 2007 pour le PREBAT ou par le CNRS avec le fabricant KDB Isolation ; seuls ils ne permettent pas de répondre aux s niveaux requis par la réglementation en France et dans la plupart des pays européens, mais ils peuvent intervenir en complément, avec une pose précise, et une aération adaptée car ils peuvent favoriser la condensation. En 2001, le Syndicat des fabricants d'isolants réflecteurs minces multicouches (Sfirmm) a estimé dans un communiqué que l'Ademe, faisait preuve d'un partis pris, en utilisant un référentiel qui selon ce syndicat défavorise ce matériau. 
la certification Acermi (Association pour la Certification des Matériaux Isolants) se fait en France si le producteur la demande, mais les PMR doivent maintenant être marqués « CE » (depuis le 30 septembre 2007) si utilisés en écrans sous-toiture. Le CSTB a rendu un avis technique pour différents PMR.
Voir aussi : 

### Nouveaux matériaux
- Aérogel
- Panneau isolant sous vide (PIV)